# ألموغ كوهين (سياسي)
ألموغ كوهين (بالعبرية: אלמוג כהן‏)؛ من مواليد 12 يناير 1988) هو سياسي إسرائيلي يميني متطرف، ضابط شرطة سابق، ومؤسس ميليشيا من مدينة بئر السبع في منطقة النقب. يشغل منصب عضو الكنيست عن حزب القوة اليهودية منذ عام 2022. ويعمل كمنسق إقليمي للحزب. بسبب خلفيته الشرطوية والميليشياوية، حصل كوهين على ألقاب تشمل "الشريف" و"المحارب من النقب" داخل الحزب.